# Омелянюк Андрій Васильович
Андрі́й Васи́льович Омеляню́к (1990—2014)— солдат Збройних сил України, учасник російсько-української війни.

## Біографія
Народився Андрій Омелянюк 19 вересня 1990 року в селі Дубове Ковельського району. Закінчив місцеву загальноосвітню школу, після закінчення школи тривалий час працював на заробітках по великих містах (Москві, Києві). З початком російсько-української війни, перебуваючи вдома, отримав повістку до військкомату, і наступного дня був мобілізований. Проходив службу в 51-й механізованій бригаді, командиром батареї якої був його земляк Анатолій Шилік. Загинув Андрій Омелянюк у бою під містечком Старобешеве 21 серпня 2014 року. Кілька днів Андрій рахувався як безвісти зниклий, оскільки його командир Анатолій Шилік загинув за кілька днів потому під Іловайськом і не встиг оформити документи загиблого бійця, а його тіло знаходилось у морзі міста Бердянська.
Вдома у загиблого молодого героя залишились лише батьки, одружитися Андрій Омелянюк не встиг.
Похований Андрій Омелянюк у рідному селі Дубове 30 серпня 2014 року.

## Вшанування пам'яті
- 4 червня 2015 року— за особисту мужність і героїзм, виявлені у захисті державного суверенітету та територіальної цілісності України, вірність військовій присязі під час російсько-української війни, відзначений — нагороджений орденом «За мужність» III ступеня (посмертно). Нагорода була вручена матері загиблого героя 23 серпня 2015 року на урочистих зборах сільської громади.[5]
- 4 червня 2015 року на будівлі ЗОШ I—III ступеня у селі Дубове було урочисто відкрито та освячено меморіальну дошку на честь загиблого під час проведення антитерористичної операції на сході України випускника школи Андрія Омелянюка.[3]
- 22 травня 2015 року, в річницю бою під Волновахою, у Ковелі урочисто відкрито пам'ятну стелу в честь жителів міста та району, які загинули під час російсько-української війни — Олександра Артемука, Станіслава Максимчука, Павла Редьковича, Романа Данилевича, Андрія Мостики, Олексія Тарасюка, Олександра Ярмолюка, Олександра Абрамчука, Анатолія Шиліка, Сергія Дем'яника, Андрія Задорожнього та Андрія Омелянюка.[6][7]
- Його портрет розміщений на меморіалі «Стіна пам'яті полеглих за Україну» у Києві: секція 3, ряд 5 місце 4
- Вшановується 21 серпня на щоденному ранковому церемоніалі вшанування українських захисників, які загинули цього дня у різні роки внаслідок російської збройної агресії[8]